# Щрак (филм, 2006)
„Щрак“ (на английски: Click) е американски анимационен филм от 2006 г., режисиран от Франк Корачи, по сценарий на Стийв Корън и Марк О'Кийфи и продуциран от Адам Сандлър.
В главната роля е Адам Сандлър, който играе архитект, зает в работата си и нямащ време за семейството си. Той получава дистанционно управление, което има чудодейното свойство да контролира събития от живота, например да прескача неприятни такива.
Филмът получава основно отрицателни оценки от критиците. Средната оценка е 4,8 от 10 на Rotten Tomatoes или 45 от 100 на Metacritic.

## В България
В България филмът е излъчен през 2017 г. по Нова телевизия с български войсоувър дублаж на Nova Broadcasting Group. Екипът се състои от:
Озвучаващи артисти: Христина Ибришимова, Лиза Шопова, Даниела Йорданова, Симеон Владов, Димитър Иванчев, Стефан Сърчаджиев – Съра.
Преводач: Миряна Мешеклиева
Тонрежисьор: Цветомир Цветков
Режисьор на дублажа: Димитър Кръстев